# George Whitefield Chadwick
George Whitefield Chadwick (Lowell, Massachusetts, 13 de desembre de 1854 - Boston, 4 d'abril de 1931) fou un compositor estatunidenc.
A Amèrica estudià amb E. Thayer, i el 1877 es traslladà a Europa perfeccionant-se amb Jadassohn, Reinecke i Rheinberger. En retornar als Estats Units (1880) fou nomenat organista de l'església congrecionalista de Boston, professor d'harmonia i composició del Conservatori de la New England del que després en fou director i on tingué entre altres alumnes a Arthur Shepherd, Frederick S Converse i Florence Price. Les seves principals obres són:
- l'òpera Burlesque Opera of Tabasco, en dos actes i llibret de R. A. Burnet, estrenada a Boston, per afeccionats el 29 de gener de 1894, i per professionals per la Seabrooke Opera Co. El 9 d'abril de 1894;
- The Wiking's Last Voyage, (1881),
- Thalia, obertura,
- Melpomene, 0bertura,
- Rip Van Wlinkle, obertura,
- Adonais,
- Euterpe',
- una Oda Columbiana,
- un oratori Judit, catalogat com el seu treball més notable, estrenat el 23 de setembre de 1901 al Worcester Festival de Worcester (Massachusetts.
- The Padrone, òpera en dos actes; llibret de D. Stevens.
- The Peer and the Pauper, (1884), opereta còmica en 2 actes i llibret de R. Grant
- A Quiet Podging, opereta en dos actes i llibret de A. Bates, estrenada l'1 d'abril de 1892 a Boston;
- Love's Sacrifice, òpera pastoral en un acte i llibret de D. Stevens, estrenada l'1 de febrer de 1923 a Chicago, escrita especialment per les escoles.

Diversos de les seves obres han estat escrites després de la seva mort i estrenades a finals del segle xx.